# 塔勒马尔穆捷
塔勒马尔穆捷（法語：Thal-Marmoutier，法語發音：[tal maʁmutje]）是法国下莱茵省的一个市镇，属于萨韦尔讷区。

## 地理
塔勒马尔穆捷（48°42'8"N, 7°21'8"E）面积3.42 平方千米，位于法国大東部大區下莱茵省，该省份为法国大陆部分最东部的省份，是阿尔萨斯的一部分，今与上莱茵省组成了阿尔萨斯欧洲集体，其南至上莱茵省，西南接孚日省和默尔特-摩泽尔省，西接摩泽尔省，北与德国接壤，东侧沿莱茵河与德国相望。
与塔勒马尔穆捷接壤的市镇（或旧市镇、城区）包括：埃根、马尔穆捷、雷纳尔德斯曼斯泰。
塔勒马尔穆捷的时区为UTC+01:00、UTC+02:00（夏令时）。

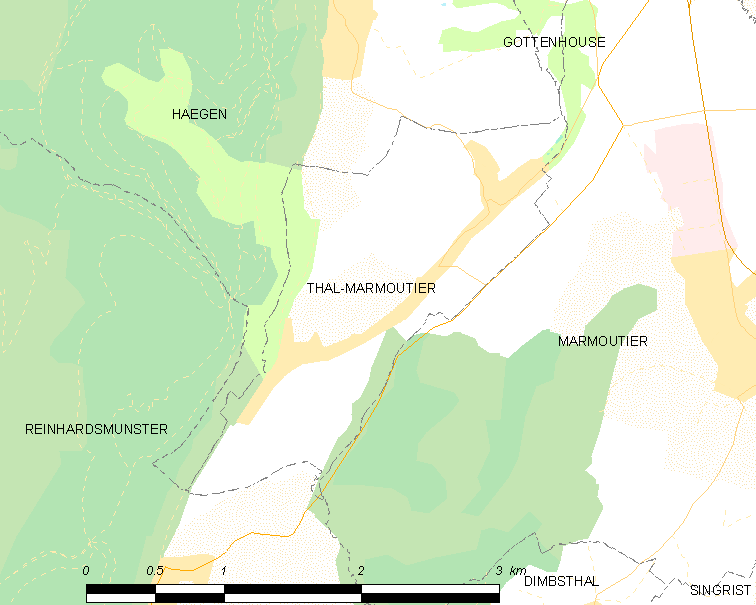
塔勒马尔穆捷的OSM定位图

## 行政
塔勒马尔穆捷的邮政编码为67440，INSEE市镇编码为67489。

## 政治
塔勒马尔穆捷所属的省级选区为萨韦尔讷县。

## 人口

1962-2008年间塔勒马尔穆捷人口变化图示

塔勒马尔穆捷于2022年1月1日时的人口数量为831人。